# Branka Verdonik-Rasberger
Branka Verdonik-Rasberger, slovensko-hrvaška gledališka igralka, * 30. avgust 1912, Zagreb, † 17. julij 1984, Reka.
Leta 1935 je postala stalna članica ansambla Slovenskega narodnega gledališča Maribor, med prvo in drugo svetovno vojno je bila članica ansambla Slovenskega narodnega gledališča Drama Ljubljana, po koncu vojne se je vrnila v mariborsko gledališče do leta 1956, ko je postala članica ansambla Narodnega gledališča Ivana Zajca na Reki. Lea 1949 je prejela Prešernovo nagrado za »vlogo Grudnovke v Cankarjevi drami Za narodov blagor«.